# مهمان‌خانه جامائیکا (رمان)
مهمان‌خانه جامائیکا نام یک رمان نوشتهٔ دافنه دو موریه، نویسندهٔ اهل انگلستان است. این کتاب یکی از آثار ادبی برجستهٔ جهان است.